# Starrstrandlöpare
Starrstrandlöpare (Bembidion guttula) är en skalbaggsart som beskrevs av Fabricius. Starrstrandlöpare ingår i släktet Bembidion och familjen jordlöpare. Arten är reproducerande i Sverige. Inga underarter finns listade i Catalogue of Life.

## Bildgalleri

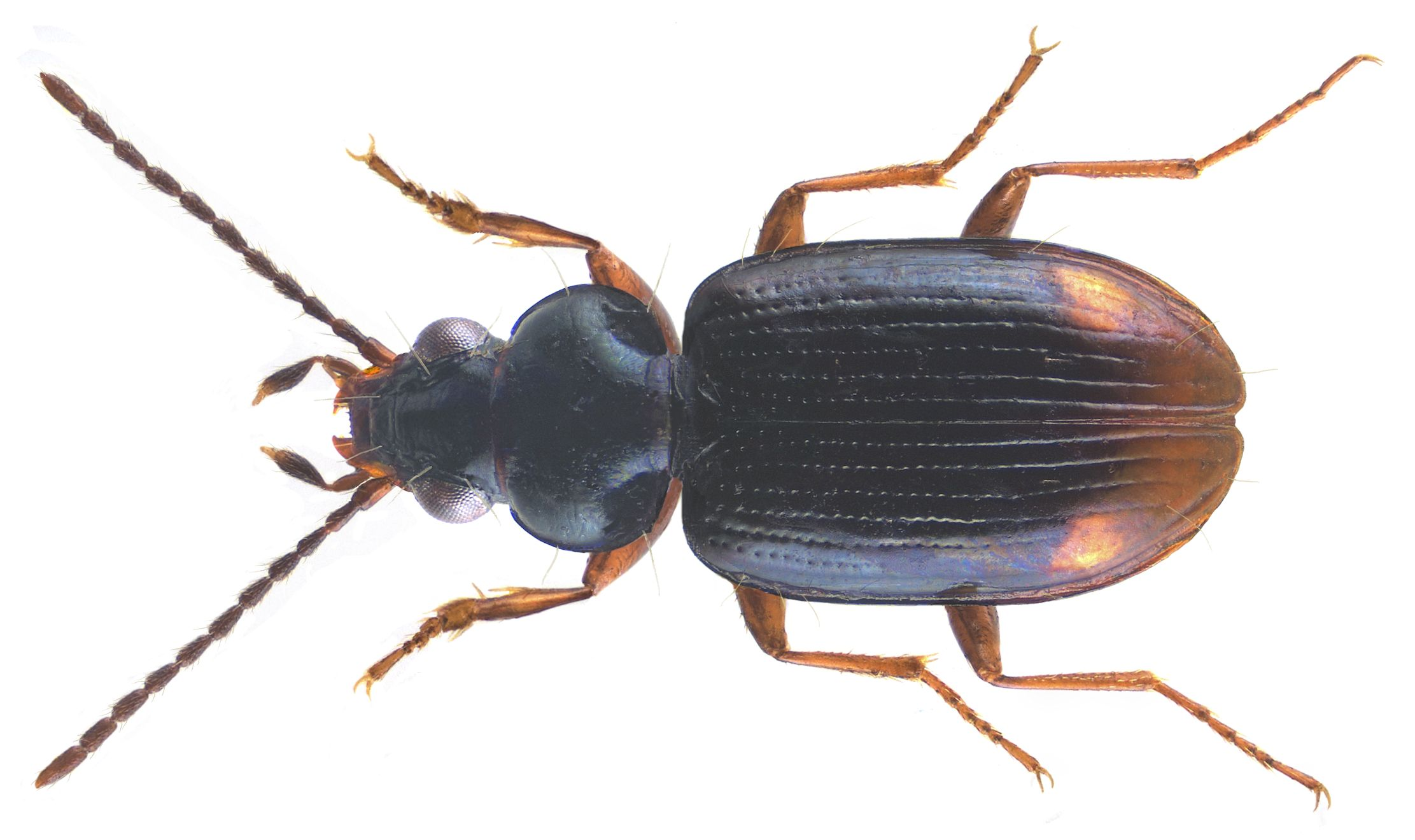